# Matrimonio igualitario en Eslovaquia
El matrimonio igualitario en Eslovaquia no está reconocido así como tampoco las uniones civiles. Sin embargo, existe cierto reconocimiento legal para las parejas del mismo sexo que cohabitan no registradas, especialmente en lo que respecta a los derechos de herencia. La Constitución de Eslovaquia ha limitado el matrimonio a parejas del sexo opuesto desde 2014, y varias veces se han presentado proyectos de ley para permitir las uniones civiles entre personas del mismo sexo, la más reciente en 2023, pero todos han sido rechazados.
En junio de 2018, la Corte Europea de Justicia dictaminó que, en determinadas circunstancias, a los cónyuges del mismo sexo de ciudadanos de la Unión Europea (UE) se les debe conceder el derecho de residencia en Eslovaquia. Las autoridades eslovacas anunciaron el cumplimiento de la sentencia.

## Convivencia no registrada
Desde 2018, la legislación civil y penal eslovaca reconoce a una "persona cercana" (en eslovaco: blízka osoba), definida como un hermano o un cónyuge. Un miembro de la familia o una persona en una relación será considerado bajo la ley como una "persona cercana" "si un daño sufrido por uno de ellos es razonablemente sentido por la otra persona como un daño sufrido por él o ella". Sólo se conceden derechos limitados, concretamente en el ámbito de la herencia.
En 2023, el ministro de Justicia, Viliam Karas, presentó un proyecto de ley de convivencia al Consejo Nacional, que fue aprobado en primera lectura con una votación de 72 contra 21 en mayo. Sin embargo, ese mismo mes, Jana Dubovcová, que sucedió a Karas como ministra de Justicia el 15 de mayo, retiró la propuesta legislativa debido a las críticas de las organizaciones LGBT.

## Uniones civiles

### Antecedentes
En 2008 y 2009, Iniciatíva Inakosť ("Iniciativa de la Otredad"), un grupo de defensa LGBT, lanzó una campaña de concientización pública para el reconocimiento de las parejas de hecho registradas (en eslovaco: životné partnerstvo) entre parejas del mismo sexo. Anteriormente, los proyectos de ley para reconocer las uniones civiles entre personas del mismo sexo habían sido derrotados en 1997 y 2000. En enero de 2008, los activistas se reunieron con el vice primer ministro Dušan Čaplovič para discutir la legislación propuesta sobre las uniones. Iniciatíva Inakosť también celebró una serie de debates públicos sobre las uniones registradas a lo largo de 2008. Durante este tiempo, el Partido Verde anunció su apoyo a las uniones registradas para parejas del mismo sexo y de sexos opuestos.
Eslovaquia está obligada, según el fallo del Tribunal Europeo de Derechos Humanos en el caso Fedotova y otros contra Rusia, a otorgar reconocimiento legal a las uniones entre personas del mismo sexo. En enero de 2023, la Gran Sala dictaminó en Fedotova que el artículo 8 de la Convención Europea de Derechos Humanos, que garantiza el derecho a la vida privada y familiar, impone a todos los Estados miembros del Consejo de Europa la obligación positiva de reconocer las parejas del mismo sexo.

### Intentos fallidos en 2012-2023
En marzo de 2012, el partido Libertad y Solidaridad (SaS) anunció que presentaría un proyecto de ley sobre uniones registradas. El proyecto de ley de asociación fue presentado al Consejo Nacional el 23 de agosto. Habría concedido a las parejas del mismo sexo derechos y obligaciones similares a los de las parejas casadas, incluida la pensión alimenticia, la herencia, el acceso a la documentación médica y el derecho a una pensión de viudedad, pero excluyendo derechos de adopción. El 19 de septiembre, el partido gobernante Dirección-Socialdemocracia (Smer) anunció que votaría en contra del proyecto de ley, que posteriormente fue rechazado por 14 votos a favor y 94 en contra en noviembre de 2012.
En agosto de 2017, la vicepresidenta del Consejo Nacional, Lucia Ďuriš Nicholsonová, prometió volver a presentar al Parlamento un proyecto de ley sobre uniones registradas. El 11 de diciembre de 2017, tras una reunión con representantes de Iniciatíva Inakosť, el presidente Andrej Kiska convocó a un debate público sobre los derechos de las parejas del mismo sexo. Ese mismo día, SaS reiteró su intención de presentar un proyecto de ley de unión registrada. SaS presentó su proyecto de ley de asociación ante el Consejo Nacional en julio de 2018. Según el proyecto de ley propuesto, las asociaciones habrían estado abiertas tanto a parejas del mismo sexo como a parejas del sexo opuesto y habrían concedido a las parejas varios derechos y beneficios de los que disfrutan las parejas casadas, concretamente en las áreas de herencia y atención médica. El proyecto de ley fue rechazado en septiembre de 2018, con solo 31 de 150 legisladores a favor.
En 2021, el partido Eslovaquia Progresista presentó un proyecto de ley sobre parejas de vida, pero fue rechazado en una votación de 7 a 67 en octubre de 2021. El diputado Tomáš Valášek reintrodujo un proyecto de ley sobre parejas de vida en 2022, pero fue rechazado en una votación de 31 a 53 en octubre de 2022. En agosto de 2022, SaS presentó al Consejo Nacional un proyecto de ley sobre un acuerdo de convivencia que habría concedido a las parejas diversos derechos, entre ellos la copropiedad, la herencia, el acceso a la documentación sanitaria, el derecho a una pensión de viudedad y el derecho a un subsidio de enfermería. Solo unos días después del ataque terrorista a un bar gay en Bratislava en octubre de 2022, se llevó a cabo una votación sobre la legislación, pero no logró reunir el número suficiente de votos. El proyecto de ley fue apoyado por 50 diputados y 37 en contra, pero fracasó ya que requirió 76 votos para ser aprobado. La presidenta Zuzana Čaputová criticó el fracaso del proyecto de ley y dijo: "Tenemos que actuar. Nuestra sociedad no se ve amenazada por el amor de dos personas del mismo sexo o por su pareja". La Iglesia católica se opuso a la legislación y fue ampliamente criticada por la sociedad civil después de que el arzobispo Ján Orosch dijera que las dos víctimas del ataque terrorista estaban "impregnadas de un comportamiento inmoral" y "no deberían haber sido consideradas inocentes".
En 2023, la mayoría de los partidos políticos eslovacos representados en el Consejo Nacional se opusieron a las uniones registradas, incluidos Por el Pueblo, la Unión Cristiana, el Partido Popular Nuestra Eslovaquia, Gente Común y Personalidades Independientes, Dirección - Democracia Social y Somos Familia. Eslovaquia Progresista, Libertad y Solidaridad, Voz - Socialdemocracia y algunos miembros de Smer estaban a favor. SaS presentó otro proyecto de ley de asociación al Parlamento en abril de 2023, pero no se aprobó antes de las elecciones parlamentarias de septiembre de 2023.

### Caso judicial de 2023
En mayo de 2023, un grupo de legisladores presentó una demanda ante el Tribunal Constitucional de Eslovaquia argumentando que el hecho de que el Parlamento no aprobara una legislación que reconociera a las parejas del mismo sexo es contrario a la Constitución y a las obligaciones internacionales de Eslovaquia.

## Matrimonio igualitario
En enero de 2014, el Movimiento Demócrata Cristiano (KDH) anunció que presentaría un proyecto de ley para prohibir el matrimonio entre personas del mismo sexo en la Constitución de Eslovaquia. En febrero de 2014, el ministro de Cultura, Marek Maďarič, afirmó que había suficientes diputados del Smer a favor de la prohibición constitucional para que se aprobara. Posteriormente, 40 parlamentarios presentaron un proyecto de ley al Consejo Nacional para prohibir el matrimonio entre personas del mismo sexo en la Constitución eslovaca. El primer ministro Robert Fico dijo que el partido gobernante Smer estaría dispuesto a apoyar la enmienda a cambio del apoyo de la oposición a una enmienda que introduce cambios en el sistema judicial. El proyecto de ley pasó su primera lectura en una votación de 103 contra 5 en marzo de 2014. La enmienda haría que cualquier ley futura que reconozca el matrimonio entre personas del mismo sexo sea inconstitucional. El proyecto de ley fue aprobado con 102 diputados a favor y 18 en contra en junio de 2014. El presidente Ivan Gašparovič lo promulgó. El artículo 41 queda ahora redactado como sigue:

El matrimonio es una unión única entre un hombre y una mujer. La República Eslovaca protege el matrimonio en todos sus aspectos y apoya su bienestar. El matrimonio, la paternidad y la familia están bajo la protección de la ley. Se garantiza una protección especial a los niños y jóvenes.

En 2022, el Tribunal Regional de Žilina dictaminó que la negativa de las autoridades de inmigración a reconocer el matrimonio de un nacional eslovaco, Jakub Šanko de Ruiz, y su pareja argentina, Mariano Ruiz de Šanko, a los efectos de conceder la residencia permanente a Ruiz de Šanko era inconstitucional. El tribunal consideró que la denegación constituía una discriminación injustificada basada en la orientación sexual, así como una violación del derecho a la vida privada y familiar y que impedía a un ciudadano eslovaco regresar a su país de origen.
El partido Eslovaquia Progresista apoya el matrimonio entre personas del mismo sexo. Antes de las elecciones de 2023, el líder del partido, Michal Šimečka, dijo que el partido es "un firme defensor de una agenda de derechos humanos que incluye el matrimonio entre personas del mismo sexo".

### Referéndum de 2015
En diciembre de 2013, un grupo conservador de iniciativa civil, la Alianza za rodinu ("Alianza para la Familia"), anunció que impulsaría una definición constitucional del matrimonio como "una unión únicamente entre una mujer y un hombre". El grupo tenía la intención de iniciar referéndums sobre varias cuestiones y pidió la prohibición de la adopción entre personas del mismo sexo y la prohibición de la educación sexual en las escuelas. También sugirieron que otros tipos de convivencia no deberían equipararse al matrimonio entre un hombre y una mujer. El grupo también criticó a la empresa sueca IKEA por su revista corporativa en la que aparecían dos lesbianas criando a un hijo.
En agosto de 2014, el grupo había recogido más de 400 000 firmas para una petición para celebrar un referéndum sobre 4 cuestiones:
1. ¿Está de acuerdo en que ninguna otra convivencia de personas que no sea el vínculo entre un hombre y una mujer puede llamarse matrimonio?
2. ¿Está de acuerdo en que no se debería permitir que parejas o grupos del mismo sexo adopten niños y posteriormente los críen?
3. ¿Está de acuerdo en que a ninguna otra convivencia de personas distintas del matrimonio se le debe conceder protección particular, derechos y deberes que las normas legislativas a partir del 1 de marzo de 2014 sólo conceden al matrimonio y a los cónyuges (principalmente reconocimiento, inscripción como una comunidad de vida ante una autoridad pública, la posibilidad de adoptar un niño por el cónyuge de uno de los padres)?
4. ¿Está de acuerdo en que las escuelas no pueden exigir que los niños participen en educación relacionada con el comportamiento sexual o la eutanasia si sus padres o los propios niños no están de acuerdo con el contenido de la educación?

El presidente Andrej Kiska pidió al Tribunal Constitucional que examinara las cuestiones propuestas. En octubre de 2014, el Tribunal Constitucional dictaminó que la tercera cuestión era inconstitucional. El 7 de febrero de 2015 se celebró un referéndum sobre las otras tres cuestiones. Las tres propuestas fueron aprobadas, pero el referéndum fue declarado inválido por falta de participación (21,07%). El referéndum requirió una participación del 50% para ser válido. Los opositores, incluidos activistas de derechos humanos, aconsejaron a los votantes boicotear el referéndum.

### Sentencia del Tribunal de Justicia Europeo de 2018
El 5 de junio de 2018, el Tribunal de Justicia Europeo falló a favor de una pareja del mismo sexo rumano-estadounidense que pretendía que su matrimonio fuera reconocido en Rumania para que la pareja estadounidense pudiera residir en el país. El tribunal dictaminó que los Estados miembros de la Unión Europea (UE) deben reconocer la libertad de movimiento y los derechos de residencia de los cónyuges del mismo sexo, siempre que uno de ellos sea ciudadano de la UE. El tribunal dictaminó que los Estados miembros de la UE pueden elegir si permiten o no el matrimonio entre personas del mismo sexo, pero no pueden obstruir la libertad de residencia de un ciudadano de la UE y su cónyuge. Además, el tribunal dictaminó que el término "cónyuge" es neutral en cuanto al género y no implica necesariamente una persona del sexo opuesto. El Ministerio del Interior eslovaco, encabezado por Denisa Saková, anunció el cumplimiento inmediato de la sentencia. Si bien el fallo fue bien recibido por la Asociación Internacional de Lesbianas, Gays, Bisexuales, Trans e Intersex (ILGA) y otros grupos de derechos humanos, fue condenado por la Iglesia católica eslovaca.

## Actuación religiosa
La Iglesia Católica se opone al matrimonio entre personas del mismo sexo y no permite que sus sacerdotes oficien dichos matrimonios. En diciembre de 2023, la Santa Sede publicó Fiducia supplicans, una declaración que permite a los sacerdotes católicos bendecir a las parejas que no se consideran casadas según las enseñanzas de la Iglesia, incluida la bendición de las parejas del mismo sexo. La Conferencia de Obispos Eslovacos emitió un comunicado el 21 de diciembre calificando la declaración como "un gesto de atención de la Iglesia a cada persona", añadiendo que "[l]os obispos se familiarizarán con el documento y, si es necesario, buscarán fuentes adecuadas formas en el contexto de la Iglesia local".

## Opinión pública
La opinión pública en Eslovaquia ha cambiado en los últimos años y se ha vuelto más favorable a conceder derechos a las parejas del mismo sexo. Una encuesta de 2008 encargada por Iniciatíva Inakosť mostró que el 42% de los eslovacos apoyaba las uniones registradas entre personas del mismo sexo, mientras que el 45% se oponía. Además, el 47% apoyó el "deber mutuo de manutención entre los integrantes de la pareja", el 41% apoyó los beneficios fiscales, el 45% apoyó las pensiones conyugales para un socio fallecido, el 64% apoyó el acceso a la información sobre el estado médico de un socio, el 54% apoyó el derecho a un día libre si la pareja requiere acompañamiento al médico, el 69% apoyó el derecho a la licencia por duelo, el 58% apoyó el derecho a la herencia mutua, el 55% apoyó la posibilidad de constituir copropiedad indivisa y el 58% apoyó el derecho a prestaciones de enfermería durante el cuidado de un compañero enfermo. Según una encuesta similar realizada en 2009, el 45% de los encuestados apoyaba las uniones registradas entre personas del mismo sexo, mientras que el 41% se oponía y el 14% no estaba seguro. El apoyo a derechos específicos fue mayor: el 56% apoyó el derecho de las parejas del mismo sexo a tener propiedad conjunta, el 72% apoyó el acceso a información médica sobre la pareja y el 71% apoyó el derecho a una licencia por duelo.
Un estudio de 2012 encargado por Iniciatíva Inakosť mostró que el 47% de los eslovacos apoyaban las uniones registradas, mientras que el 38% se oponía. El apoyo a derechos específicos también había aumentado en comparación con 2009: el 57% apoyaba el derecho de las parejas del mismo sexo a poseer bienes en común, el 75% apoyaba el acceso a información médica sobre la pareja y el 73% apoyaba el derecho a una licencia por duelo.
El Eurobarómetro de 2015 encontró que el 24% de los eslovacos apoyaba el matrimonio entre personas del mismo sexo, mientras que el 69% se oponía. El apoyo a nivel de la UE fue del 61%. Al mismo tiempo, una encuesta realizada por FOCUS (Centrum pre sociálnu a marketingovú analýzu) el mismo año mostró que el 50% de los eslovacos apoyaban las uniones registradas, mientras que el 35% se oponía. Una encuesta realizada en 2016 por la misma organización encuestadora mostró que el 40% de los encuestados apoyaba las asociaciones, mientras que el 55% se oponía. La encuesta también mostró que el 27% de los eslovacos estaban a favor del matrimonio entre personas del mismo sexo y el 20% estaba a favor de la adopción por parte de parejas del mismo sexo.
Según una encuesta del Pew Research Center de 2017, el 47% de los eslovacos apoyaba el matrimonio entre personas del mismo sexo, mientras que el 47% se oponía y el 6% estaba indeciso. Entre las personas de 18 a 34 años, la oposición al matrimonio entre personas del mismo sexo fue del 42%. El Eurobarómetro de mayo de 2019 mostró que el 20% de los eslovacos pensaba que el matrimonio entre personas del mismo sexo debería permitirse en toda Europa, mientras que el 70% se oponía. Este fue el segundo nivel más bajo de apoyo en la Unión Europea después de Bulgaria, y significativamente menor que el promedio de la UE del 69%. Una encuesta de 2019 realizada por la agencia encuestadora AKO encontró que el 57% de los eslovacos estaban a favor de las parejas registradas entre personas del mismo sexo. Sin embargo, una encuesta FOCUS realizada el mismo año mostró que sólo el 30% de los encuestados apoyaba las uniones registradas, mientras que el 68% se oponía. El 14,5% de los encuestados apoyó la adopción por parte de parejas del mismo sexo, mientras que el 83% se mostró en contra.
Según una encuesta de Ipsos de 2022, el 49% de los eslovacos estaban a favor de las uniones civiles entre personas del mismo sexo y el 39% se oponían. Además, el 32% apoyó el matrimonio entre personas del mismo sexo y el 55% se opuso, y el 29% apoyó la adopción por parte de parejas del mismo sexo y el 58% se opuso. El Eurobarómetro de 2023 encontró que el 37% de los encuestados pensaba que el matrimonio entre personas del mismo sexo debería permitirse en toda Europa, mientras que el 56% se oponía. La encuesta también encontró que el 47% de los eslovacos pensaba que "no hay nada malo en una relación sexual entre dos personas del mismo sexo", mientras que el 48% no estaba de acuerdo.